# Schwestern von Maria Stella Matutina
Die Schwestern von Maria Stella Matutina sind seit 2014 eine kontemplative römisch-katholische Frauen-Kongregation, die weltweit vertreten ist.

## Charakteristika
Am 25. Juli 2014 konstituierte Bischof José Ignacio Munilla Aguirre von  San Sebastián die Gemeinschaft der Hermanas de Maria Stella Matutina (Schwestern von Maria Stella Matutina), die teilweise aus der Gemeinschaft vom heiligen Johannes hervorging. Sie umfasst heute 250 Schwestern in 20 Konventen in Europa (Spanien, Italien, Großbritannien, Niederlande, Deutschland, Polen), Nord- und Südamerika (Vereinigte Staaten, Kuba, Mexiko, Brasilien), Afrika (Kamerun, Burkina Faso) und Asien (Philippinen). 
Die Schwestern leben kontemplativ, aber ohne strenge Klausur. Nach eigener Definition besteht ihr Charisma aus Gebet, Nächstenliebe, Wahrheitssuche und Handarbeit.

## Konvente (Auswahl)
- (deutsch) Schwestern von Maria Stella Matutina
  - Senden im Münsterland bzw. Bistum Münster, die Schwestern haben dort 2024 einen ehemaligen Konvent der Klarissen bezogen, das Kloster Sankt Klara.[1]
  - Erster Sitz für einige Jahre in Telgte; die Gemeinschaft verließ den Wallfahrtsort 2020 aufgrund Platzmangels.[2]
- (spanisch) Hermanas de Maria Stella Matutina
  - Bergara (Provinz Guipuzcoa) im Baskenland in Spanien[3][4]
- (portugiesisch) Irmãs de Maria Stella Matutina
  - Aracaju im Bundesstaat Sergipe[5]
  - Rio de Janeiro.
- (englisch) Sisters of Mary Morning Star
  - Monona, Wisconsin[6]
  - Ghent im Lyon County (Minnesota)[7]
- (niederländisch) Zusters van Maria Morgenster
  - Dordrecht
- (polnisch) Siostry Maryi Gwiazdy Porannej
  - Koszalin[8]
- (französisch) Soeurs de Marie Étoile du Matin
- (italienisch) Sorelle di Maria Stella Matutina[9]

## Aufnahmen geistlicher Gesänge
- Hermanas de Maria Stella Matutina: Stella Matutina (CD 2018)
- Hermanas de Maria Stella Matutina: Sois ma lumière (CD 2019)